# Požega (Serbia)
Požega (in serbo Пожега?) è una città e una municipalità del distretto di Zlatibor nella parte centro-occidentale della Serbia centrale.

## Villaggi
- Bakionica
- Velika Ježevica
- Visibaba
- Vranjani
- Glumač
- Godovik
- Gornja Dobrinja

- Gorobilje
- Gugalj
- Donja Dobrinja
- Dražinovići
- Duškovci
- Zaselje
- Zdravčići

- Jelen Do
- Kalenići
- Lopaš
- Loret
- Ljutice
- Mađer
- Mala Ježevica

- Milićevo Selo
- Mršelji
- Otanj
- Papratište
- Pilatovići
- Požega
- Prijanovići

- Prilipac
- Radovci
- Rasna
- Rečice
- Roge
- Rupeljevo
- Svračkovo

- Srednja Dobrinja
- Tabanovići
- Tvrdići
- Tometino Polje
- Tučkovo
- Uzići
- Čestobrodica